# Ramla Ali
Pour les articles homonymes, voir Ali.
Ramla Ali, née à Mogadiscio en Somalie le 16 septembre 1989, est une boxeuse somalienne et britannique qui combat en poids plumes. Elle est la première boxeuse somalienne à participer aux Jeux olympiques lors du tournoi olympique de Tokyo et la première à passer professionnelle.

## Biographie

### Jeunesse
Ramla Ali naît à Mogadiscio en Somalie le 16 septembre 1989. Elle est l'une des sept enfants de sa famille qui est touchée par la guerre civile somalienne, obligeant la fermeture du magasin familial et empêchant les enfants d'aller à l’école. Peu après sa naissance, son frère aîné Abdulkadir est touché par une grenade alors qu’il joue dans le jardin familial. Placé dans une brouette par son père et son oncle, l’enfant meurt avant d'arriver à l'hôpital. Ce drame pousse la famille à quitter le pays, partant pour la ville portuaire de Kismayo avant comme objectif d'atteindre Mombasa au Kenya puis le Royaume-Uni. La famille reste un mois à Kismayo, dormant sur des matelas au sol, avant un voyage de sept jours sur un petit voilier pour le Kenya. En novembre 1992, la famille Ali arrive à l'aéroport de Londres-Heathrow avec des faux passeports kenyans et demandent l’asile.
Installée dans un appartement de Paddington à Londres pendant leur procédure d'asile, la famille déménage six mois plus tard, après l'acceptation de l'asile, dans les logements publics de Manor Park dans le borough londonien de Newham. Elle apprend l’anglais à l'école et s'intègre dans les communautés pakistanaises et indiennes de Whitechapel où sa famille déménage au milieu des années 1990. Elle va dans une classe de filles et commence à être moquée, à 12 ans, parce qu’elle est moins fine que ses camarades. Après les fiançailles de sa sœur Faiza, l’adolescente Ramla veut être en meilleure forme, et décide de s'essayer à la boxe anglaise, sport qu'elle a regardé à la télévision avec son frère. Son principal objectif est alors de perdre du poids.

### Débuts
En 2014, un de ses frères la voit boxer à la télévision et le dit à ses parents. Sa mère l'oblige à arrêter la boxe anglaise et l’éloigne des rings pendant six mois avant que Ramla Ali ne reprenne dans le secret au cours de l'année 2015. En 2016, la boxeur britannique se marie avec Richard Moore qu’elle a rencontré dans une salle d'entraînement londonienne quatre mois plus tôt. Un mois plus tard, elle devient la première boxeuse musulmane à remporter un titre national au Royaume-Uni. Sa famille découvre une deuxième fois qu’elle boxe mais elle les convainc de la laisser poursuivre son rêve olympique. Après avoir échoué les sélections nationales britanniques, elle opte de boxer pour la Somalie. Lorsqu’elle contacte les autorités somaliennes en 2017, la fédération nationale de boxe n’existe pas, alors Ramla et son mari en créent une pour qu’elle puisse participer aux Jeux olympiques d'été de 2020.
En 2018, Ramla Ali lance à Londres le Sisters Club qui propose des entraînements gratuits de défense personnelle pour les femmes vulnérables. Les cours y sont gratuits pour les victimes d'agressions sexuelles ou domestiques et les femmes issues de minorités. L'année suivante, elle voyage en Jordanie au camp de Zaatari avec l'UNICEF pour apprendre à de jeunes filles réfugiées à boxer. En septembre 2019, la boxeuse d'origine somalienne est l'une des quinze femmes sélectionnées par Meghan Markle, la duchesse de Sussex, rédactrice en chef d'un numéro spécial pour Vogue,.

### Carrière professionnelle
Alors que les Jeux olympiques de Tokyo sont reportés en 2021 à cause de la pandémie de Covid-19, Ramla Ali signe un contrat avec 258 Management, le label d'Anthony Joshua, puis avec le promoteur Eddie Hearn et Matchroom pour organiser et promouvoir ses premiers combats professionnels.
Alors qu’elle est invaincue dans les rangs professionnels, Ramla Ali est battue dès son entrée dans le tournoi olympique des poids plumes, en huitièmes de finale, par la boxeuse roumaine Maria Nechita sur le score de cinq juges à zéro.
En août 2022, Ali devient la première boxeuse à se voir organiser un combat en Arabie saoudite sur la carte d'Anthony Joshua et d'Oleksandr Usyk. Elle domine son adversaire, la Dominicaine Crystal Garcia, par KO dès la première reprise, et déclare sur scène que « Le fait qu'ils [l'Arabie saoudite] aient maintenant choisi de mettre en place un combat féminin ne montre pas seulement à quel point ils essaient d'être progressistes mais, comme à quel point ils poussent vers l'égalité », des propos qui lui valent de vives critiques d'Amnesty International,,.

## Palmarès
| 8 combats       | 8 victoires | 0 défaites |
| Avant la limite | 2           | 0          |
| Sur décision    | 6           | 0          |

| Décision possible : KO • TKO (KO technique) • UD (décision aux points unanime) • MD (décision aux points majoritaire) • SD (décision aux points partagée) • D (match nul) • NC (sans décision) • RTD (abandon) |        |                     |      |        |                  |                                |        |
| Résultat | Record | Adversaire          | Type | Round  | Date             | Lieu                           | Notes  |
| Victoire | 8-0    | Avril Mathie        | UD   | 10     | 4 février 2023   | Hulu Theater, New York         | ,      |
| Victoire | 7-0    | Crystal Garcia Nova | KO   | 1 (12) | 20 août 2022     | Stade Roi-Abdallah, Djeddah    |        |
| Victoire | 6-0    | Augustina Rojas     | PTS  | 8      | 9 juillet 2022   | O2 Arena, Londres              |        |
| Victoire | 5-0    | Shelly Barnett      | KO   | 2 (8)  | 19 mars 2022     | Galen Center, Los Angeles      |        |
| Victoire | 4-0    | Isela Vera          | UD   | 6      | 27 novembre 2021 | Hulu Theater, New York         |        |
| Victoire | 3-0    | Mikayla Nebel       | UD   | 6      | 29 mai 2021      | Michelob Ultra Arena, Paradise | [ 16 ] |
| Victoire | 2-0    | Bec Connolly        | PTS  | 6      | 20 mars 2021     | Wembley Arena, Londres         |        |
| Victoire | 1-0    | Eva Hubmayer        | PTS  | 6      | 31 octobre 2020  | Wembley Arena, Londres         |        |